# Проспект Ленина (Нижний Новгород)
Проспе́кт Ле́нина — один из основных проспектов Заречной («Нижней») части Нижнего Новгорода, соединяющий собой сразу 3 района города: Канавинский, Ленинский и Автозаводский. Под ним проходит бо́льшая часть Автозаводской линии Нижегородского метро. Сам проспект пересекает 2 виадука: трассу М7 и Комсомольское шоссе.
Начинается проспект от площади Железнодорожников, у здания Управления ГЖД. Возле станции метро «Заречная» находится главная площадь Ленинского района и кинотеатр «Россия». Почти на всём протяжении «автозаводской» части проспекта Ленина расположился Горьковский автомобильный завод.

## История
Проспект, как дорога, возник в связи со строительством в начале 1930-х годов Горьковского автомобильного завода. В начальном периоде своего существования носил названия Автозаводское шоссе, шоссе Энтузиастов, пока в 1964 году не получил действующее название. Со временем на протяжении от площади Железнодорожников до автозавода застраивался жилыми кварталами массовой многоэтажной застройки.

## Памятники
- Памятник космонавту В. М. Комарову в Ленинском районе возле станции метро «Заречная».[2]
- Монумент Славы с Вечным огнём в парке Славы, Автозаводский район
- Танк Т-70 в парке Славы
- Памятный знак в честь начала строительства нижегородского метро возле станции «Ленинская»
- Памятник В. И. Ленину возле здания администрации Ленинского района.

## Транспорт
На проспекте Ленина находятся станции метро «Ленинская», «Заречная», «Двигатель Революции», «Пролетарская», «Автозаводская», «Комсомольская» и «Кировская».

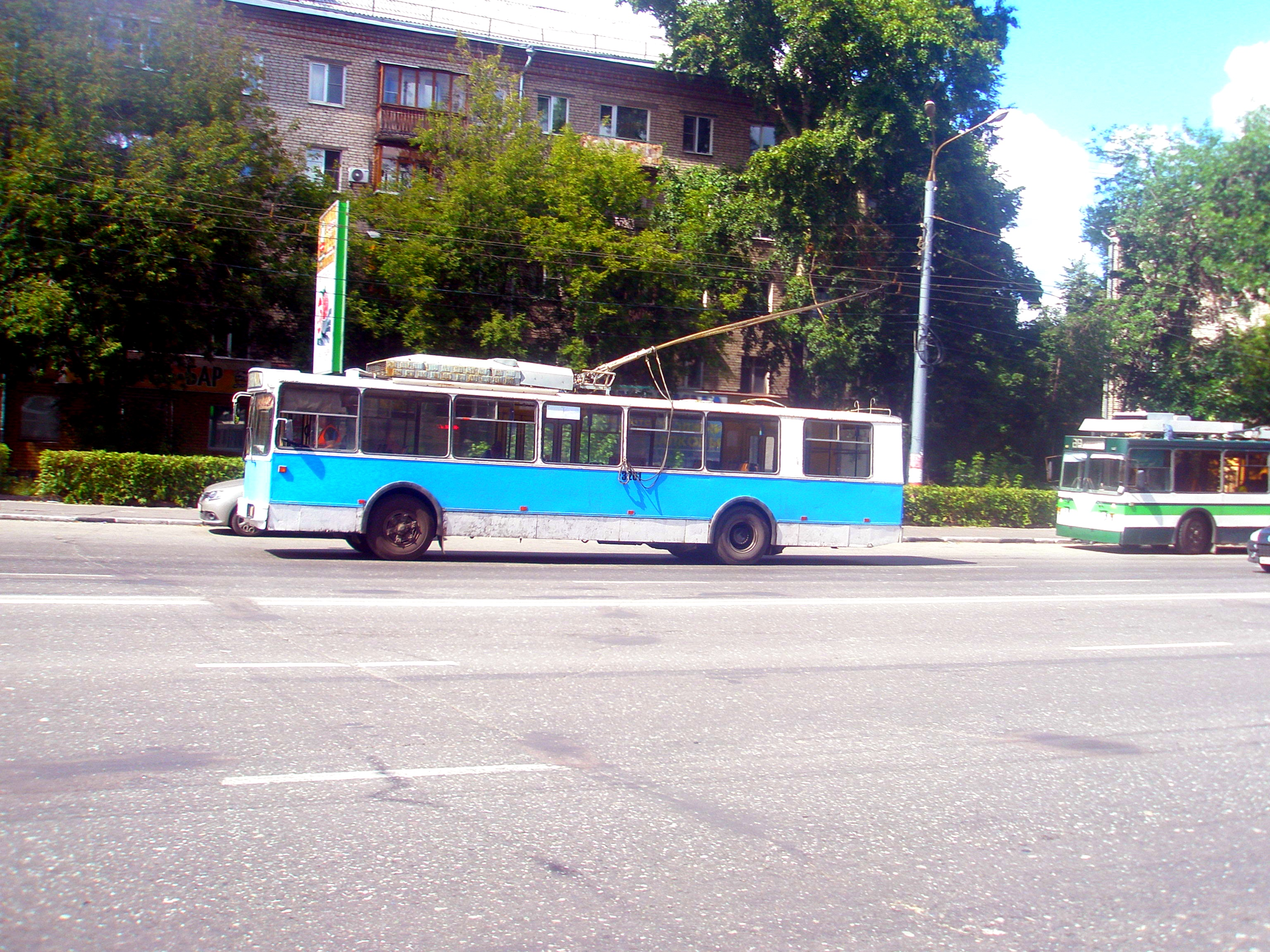
Троллейбус на проспекте Ленина (остановка наземного транспорта «Станция метро „Пролетарская“»)

По проспекту проходят маршруты автобусов (№ 9, 19, 20, 40, 56, 58, 64, 66, 68, 77, 202), троллейбусов (№ 2, 11, 12) и маршрутных такси (№ т13, т37, т40, т59, т76, т81, т83, т87, т97, т300, т307, т370)
По проспекту Ленина от остановки "Станция метро «Пролетарская» отходят троллейбусы маршрутов № 11 (до микрорайона Соцгород-2), № 12 (до улицы Патриотов). Транзитом через эту остановку проезжает троллейбус № 2 «Дворец Бракосочетания — Улица Минеева». Ранее по проспекту Ленина проходил троллейбусный маршрут № 18, который соединял Памирскую улицу с микрорайоном «Мещерское озеро». Пересекал проспект Ленина троллейбусный маршрут № 23, следовавший от улицы Памирской до «Красной Этны». Маршруты были закрыты в 2008 году по причине строительства развязки метромоста с выходом на Московское шоссе. После окончания строительства развязки у метромоста маршруты № 18 и № 23 не были восстановлены, хотя, по заверениям администрации, восстановление планировалось в 2019 году.

Раньше по проспекту курсировали трамваи: № 12 на участке от Центрального универмага до виадука трассы М7 (напротив парка «Дубки»). Вплоть до середины 90-х годов был популярным трамвайным маршрутом, соединяющим 2 района: Канавинский и Ленинский, и трамвай № 11 соединявший улицу Игарскую с площадью Лядова. В августе 2004 года трамвай № 11 был закрыт и к концу 2008 года эта линия была разобрана. 

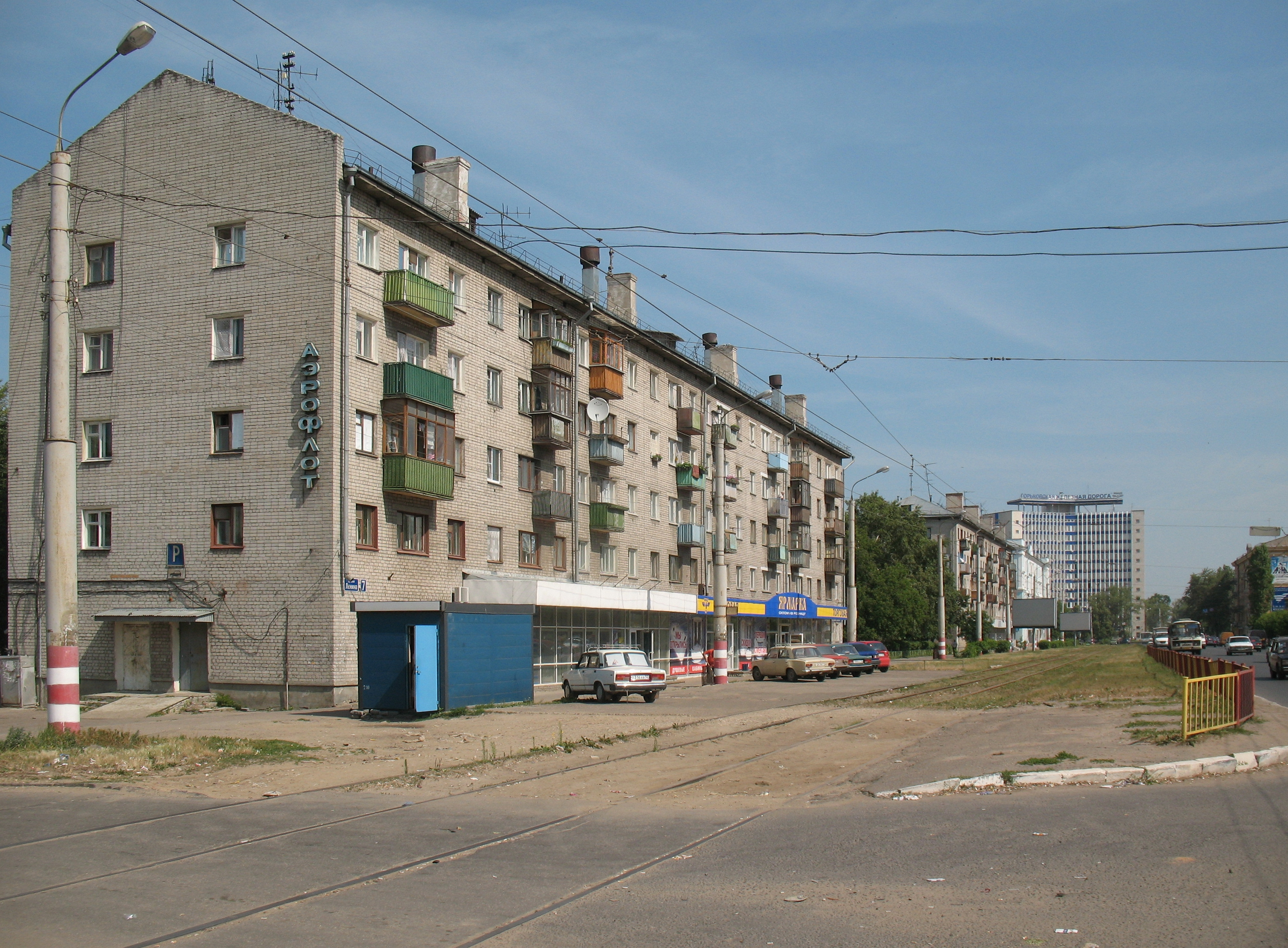
Заброшенная трамвайная линия у метро Ленинская (2007)

 В настоящее время маршрут № 11 перенесён на отрезок от Октябрьской улицы до конца Рождественской улицы.
Сегодня трамвайная линия сохранилась от площади Киселёва до троллейбусного депо № 3 вдоль Горьковского автомобильного завода. Мимо него проходят маршруты № 8 (от Игарской улицы до Гнилиц) и № 417 (от Московского вокзала до 52 квартала).